# 名人戦 (将棋)
名人戦（めいじんせん）は、毎日新聞社、朝日新聞社 および日本将棋連盟主催の将棋の棋戦で、タイトル戦のひとつ。将棋界の近代化にあたり、江戸時代以来の終身位名人制を廃し、短期実力制によって名人を選ぶべく、1935年（昭和10年）に第1期が開始された（第1期リーグ戦は1935年から1937年にかけての2年間）。タイトル戦の中で一番長い歴史を有し、七番勝負の勝者は名人のタイトル称号を得る。名人位は竜王位とともに将棋界の頂点とされている。

## 概要
名人と挑戦者とで行われる対局（七番勝負）のこと。名人戦七番勝負の勝者には、将棋界で最も格式と歴史のある（家元制として江戸時代初期の1612年（慶長年間）から、実力制タイトルとしては1937年から続く）「名人」のタイトル称号が与えられ、次期の七番勝負終了まで、そのタイトル保持者となる。毎日新聞社と朝日新聞社とが共催（2007年度から）し、大和証券グループから協賛を受けている（2005年度から）。
江戸時代以来、近代まで将棋の名人は世襲制（ただし血縁が絶対ではない、家元制・推挙制）であった。
1929年、読売新聞社による「第一回日本将棋選手権戦」開始にあたり、読売新聞社が行ったアンケートに、時の名人関根金次郎が「古来、名人の位は一生涯のものだが、私は時勢に鑑み適当な時期に退隠したいと思う」と回答。なお、この頃の関根は「名人」ではなく「九段制」を考えていた。
その後、日本将棋連盟顧問の中島富治の発案を受け、1934年（昭和9年）、東京日日新聞学芸部長の阿部眞之助が囲碁および将棋の「実力名人戦」を企画し、日本将棋連盟会長の金易二郎が1935年3月に「昭和12年（1937年）に300年続いた一世名人を廃する」と発表。同年、名人戦（当初は八段9名のリーグ戦）が開始。2年にわたる「第1期名人決定大棋戦」の結果、1937年の12月6日に木村義雄が花田長太郎に勝ち、翌年に予定されていた決勝六番勝負をへることはなく、初代の実力制名人に決定。1938年2月11日（当時の祝日・紀元節）、十三世名人の関根金次郎は1935年に提出した声明書に基づき名人位を返上し、木村が実力制名人位についた。
これにより初代大橋宗桂以来続いた一世名人制が廃止され、短期実力制名人位制度が開始された。なお、囲碁は名人戦ではなく本因坊戦とされ1939年に開始した。

## 方式
名人戦は名人と挑戦者の二者により七番勝負形式で行われる。
名人戦の予選にあたる棋戦を「順位戦」と称し、5つのクラスに分かれた最上位クラスのA級順位戦の優勝者が名人戦の挑戦者となる。

### A級順位戦
詳しくは「順位戦」の項を参照のこと。順位戦の持ち時間は各6時間（A級以外はチェスクロック方式）。

### 名人戦七番勝負
名人と挑戦者（A級順位戦の優勝者）が七番勝負を戦う。七番勝負は全国各地の旅館や料亭、あるいは文化的施設など格調高い場所で行われる。第66期（2008年）以降は第1局を東京都文京区の椿山荘で行い、第2局～第5局は全国の自治体からの公募により開催地が決定されるのが恒例となっている。
持ち時間は2日制の各9時間で、これは将棋の全タイトル戦のうち最長時間である。1日目の終わりには封じ手を行い、2日目の開始まで次の手を考えて有利になることがないようにする。昼食休憩（両日とも）は12時から1時間、夕食休憩（2日目のみ）は17時から30分間（いずれも第80期より）。なお、2日目に夕食休憩の時間があるのは、2018年現在タイトル戦の中では名人戦だけ（1日制のタイトル戦では王座戦がある）。ただ名人戦の夕食休憩について、渡辺明は「局面が勝負所に入っていてタイミングが悪いし、腹が減ればおやつを食べれば良い」「新聞社的にも休憩無しの方が助かる（翌朝の紙面に記事を間に合わせやすい）はずで、誰が得しているのかわからない」として「夕食休憩は不要」と主張している。

### 賞金
名人戦の賞金額は通常非公開だが、過去に『将棋世界』誌上でその一端が公開されたことがある。同記事によれば、1991年当時の名人および挑戦者の賞金額は以下のとおり。
- （1991年当時の）対局料 - 名人は1,050万円、挑戦者は450万円。
- （1991年当時の）賞金 - 勝者（名人位獲得者）は1,200万円、敗者は300万円。
- （1991年当時の）名人手当 - 月に約100万円（名人は順位戦の対局がない（＝対局料が発生しない）代わりに手当が上乗せされる）。

従って名人位を防衛すると合計で約3,500万円ほどとなり、当時の竜王戦の賞金とほぼ並ぶ計算となる。

## 変遷
当初は1期2年であり、2年間かけて挑戦者を決め、偶数年に番勝負を開催していた。ただし、1937-38年（第1期名人戦）、1943-44年（第4期）、1945-46年（第5期）では挑戦者不在などの理由により番勝負が開催されず、第1期（1937-38年）および第5期（1945-46年）では1年目の奇数年のうちに名人が決まった。
第5期までの名人戦では各期ごとに試行錯誤が重ねられ、挑戦者決定リーグの開催方式が変更された。
「名人戦」の予選として実質的に位置づけられる「順位戦」が1946年に始まったことで、第6期名人戦以降（1947年以降）は1期1年となり、挑戦者決定方法も固定された。

### 第1期名人戦
第1期（番勝負：1938年、開催されず）
最初の実力制名人は、当時の最高段位であった八段の全棋士が名人候補者決定リーグに参加し、リーグを勝ち抜いた名人候補者2名による六番勝負（3勝3敗の場合は候補者決定リーグ1位の者が名人）で争うことになった。当初は、1935年から2年間のリーグを行い、1937年に番勝負を開催する予定だったが、神田事件によってリーグが半年間中断され、番勝負は1938年に変更された。
名人候補者決定リーグの当初の参加者（八段）は、土居市太郎、大崎熊雄、金易二郎、木見金治郎、花田長太郎、木村義雄、金子金五郎（八段昇段日順）の7名だった。しかし、神田辰之助の八段昇段（すなわちリーグ参加権）の是非を巡って紛糾し、神田の昇段を主張する棋士らが一時連盟から脱退する騒ぎとなった。結果的に連盟は神田の八段昇段を追認して決着。神田と萩原淳 の新八段2名が加わり、9名でリーグを行うこととなった。
名人候補者決定リーグは、八段全棋士が総当たりで2局ずつを指す特別リーグ戦の結果と、通常の棋戦における対八段・七段戦（普通戦）の結果をそれぞれ点数に換算して合算することで順位を決した（普通戦では、勝敗だけでなく、相手の段位や手合によって点数が定められた）。ただし、候補者決定リーグにおける1位と2位の点差が8点を越える大差となった場合には、2位の者の候補者資格を認めず、番勝負は行わずに1位の者が名人になることとしていた。また、第1期のリーグによる点数が40点を下回った棋士は、次期（第2期）の挑戦者決定リーグ参加権が停止されることとなっていた（第3期から復帰が可能）。
リーグ戦の結果、1937年12月5日から 12月6日の最終局で木村が花田に勝利したため、リーグ戦の成績は木村と花田が13勝2敗で並んだが、点数が1位の木村が103.7点、2位の花田が95.6となり、8.1点差という大差が付いたため、規定により番勝負は実施されず、木村が名人につくことになった。翌1938年2月11日に、木村の名人就位式が実施された。また、木見と大崎が規定の40点を下回り、第2期の挑戦者決定リーグ参加資格がなくなった（なお、大崎は病気による途中棄権であり、第2期リーグの途中で死去したが、木見は規定により第3期からリーグに復帰した）。

### 順位戦創設以前（第2期から第5期まで）
第2期（番勝負：1940年）
第2期からは、現在でもお馴染みの挑戦者決定リーグで選ばれた挑戦者が七番勝負で名人に挑戦する形式となる。挑戦者決定リーグは、前期のリーグで40点以上を獲得した名人以外の八段6名に加えて、新八段1名、八段格として特例で参加が認められた阪田（坂田）三吉（名人僭称問題によってそれまで連盟に所属していなかった）、七段全員による予選（総当たり2局ずつ）を勝ち抜いた1名の9名に参加資格が与えられた。
挑戦者決定リーグは、第1期にあった普通戦が廃止され、総当たりのリーグ戦を2回（第1次・第2次）行い、その合計の勝敗で挑戦者を決した。なお、第1次リーグで1勝以下の成績の者（花田が該当）は第2次リーグに参加できず、失格となった。番勝負は持ち時間各15時間の3日制にて実施された。
土居が13勝0敗で名人挑戦を決めたものの、番勝負で木村に敗退した。なお、特例として参加した阪田は7勝8敗であった。
第3期（番勝負：1942年）
挑戦者決定リーグは、八段の全棋士10名に、五段 - 七段の予選を通過した2名を加え、12名で行われた。
第3期は、2段階のリーグ戦によって挑戦者が決められることになった。まず、12名を4名ずつ3組に分けてリーグ戦を行った。各組の1位3名（土居・神田・渡辺）に加え、各組2位4名による敗者復活リーグを勝ち抜いた1名（塚田）の計4名により、決勝リーグを行った。決勝リーグを制した神田が挑戦者となったが、番勝負で木村に敗れた。
第4期（番勝負：1944年、開催されず）
挑戦者決定戦は、八段の全棋士12名に加え、五段 - 七段の予選を通過した4名の合計16名で行われた。
これまでのリーグ戦方式を改め、半年ごと（2年間なので都合4回）に予備資格者決定トーナメントを行うことになった。各トーナメントの勝者が予備資格者として名人（木村義雄）と半香落ち（香落ちと平手を交互に指す）の手合いで予備手合三番勝負を戦い、これに勝ち越せば名人挑戦者として改めて名人戦七番勝負に進むことができる。
しかし、予備手合は4回とも木村の勝ちとなり、名人挑戦資格者が出ず、七番勝負を行わずに木村の防衛となった。
1. 1943年前期　木村義雄 2-0 萩原淳
2. 1943年後期　木村義雄 2-1（1千日手） 大野源一
3. 1944年前期　木村義雄 2-0 花田長太郎
4. 1944年後期　木村義雄 2-0 坂口允彦

第5期（番勝負：1946年、開催されず）
戦時下につき、トーナメントが廃止され、近年の成績により予備資格者の7名が選出された。この7名が順に木村と予備手合三番勝負を行い、勝ち越した者が正式な挑戦者として名人戦七番勝負に進出することとなった。
しかし、戦争激化により、予備手合が中止され、特例として木村義雄の名人防衛の決定がなされた。

### 順位戦創設以降（第6期から）
第6期（1947年）
前年から順位戦が開始され、A級順位戦の優勝者が名人挑戦資格を得るようになった。
この年のA級順位戦は八段棋士14名によるリーグ戦（持ち時間は各7時間）で、順位が決定していなかったため、同率首位となった塚田正夫・大野源一・萩原淳の3者によるプレーオフが行われ、塚田が挑戦資格を得た。
この期より番勝負のシステムが、それまでの3日制から「持ち時間各8時間の1日制」に変更された（封じ手は行われない）。
第7期（1948年） - 第9期（1950年）
順位戦A級の上位3名と、B級の優勝者による4名がパラマス式トーナメントを行い（A級3位とB級優勝者が対局し、勝者がA級2位と、その勝者がA級1位と対局する）、トーナメント優勝者が名人挑戦資格を得る。
第7期では、第2期順位戦でB級七段だった大山康晴がパラマス式トーナメントを勝ち抜いて挑戦資格を得ており、名人戦唯一の七段の挑戦者となっている。
1949年の順位戦実行中に、日本将棋連盟と毎日新聞社との交渉が決裂し、第9期からの名人戦の主催者は朝日新聞社となった。
なお第9期から、番勝負のシステムが「持ち時間各10時間の2日制」に再度変更されている。
第10期（1951年） - 第26期（1967年）

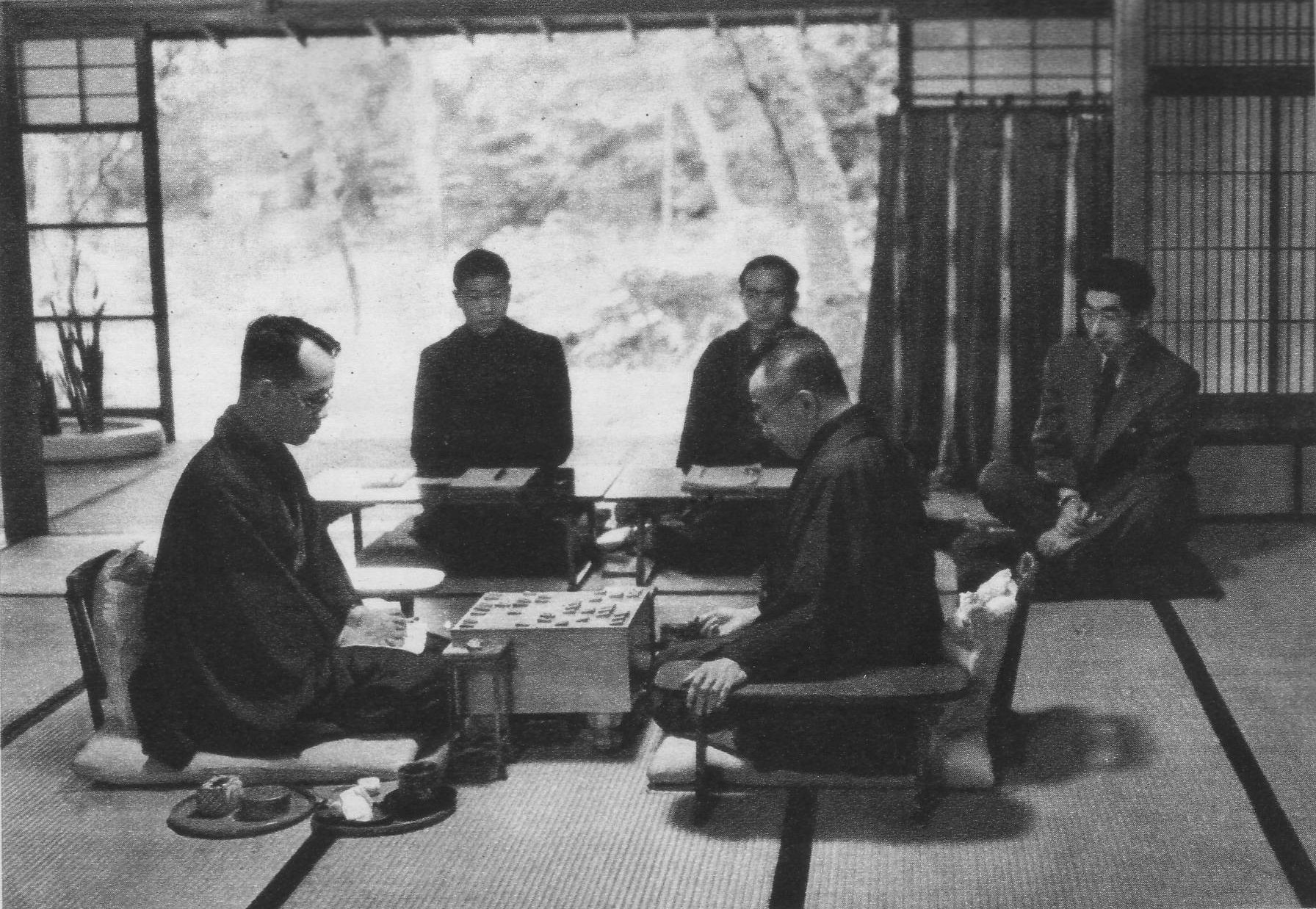
第11期第2局を観戦する秩父宮雍仁親王（右端）。

A級順位戦の優勝者が挑戦資格を得るように改められた。
第11期第2局は愛棋家である秩父宮雍仁親王が観戦した。
第27期（1968年） -
持ち時間を「順位戦は各6時間、番勝負は各9時間」に短縮。以後現在までほぼ同じ形式を踏襲している。

## 永世名人
名人位を通算5期以上獲得した棋士は、原則として引退後に、永世称号である永世名人を名乗ることができる。
他のタイトルの永世称号と異なり、「○世名人」という称号となる。これは、江戸時代から続く終世名人制を引き継ぐためであり、最初の永世名人である木村義雄は、関根金次郎十三世名人の次であるから十四世名人を名乗った。
永世名人の資格は、1949年に、名人戦主催者が翌年から朝日新聞社に変更となったのを機に制定された。当時の規約は、名人5期以上の棋士が失冠した際に、連盟がその棋士の人格などを審査し、永世名人に相応しい人物であれば永世名人の称号を贈るというものであった。
規約制定以前の1945年に木村義雄は既に規定の名人5期を達成していたため、当然この資格を獲得し、1952年に名人を失冠すると永世名人を襲位した。
なお、「木村の名人獲得期数5期は1949年に達成したものであり、戦前の獲得期数は実際は4期である」や「永世名人の規約ができたのは1952年である」などといった誤解がある。しかし、木村の名人獲得期数と規約制定年と襲位との関係を理解しないことから起きた誤りである。
この規定による永世名人の資格獲得者は、木村義雄（十四世名人）、大山康晴（十五世名人）、中原誠（十六世名人）、谷川浩司（十七世名人）、森内俊之（十八世名人）、羽生善治（十九世名人）の6名である。
木村は1952年の名人陥落後に引退して十四世名人を名乗った。大山は名人13連覇など数々の偉業を称えて、特例で現役でありながら十五世名人を名乗ることを許されていた。中原は2007年11月に、名人15期をはじめとする実績を称えて現役中に十六世名人に推戴された。谷川は、2022年4月に還暦を迎えたこととこれまでの実績・将棋界への貢献から推薦を受けて、現役中ながら十七世名人を襲位した。2022年現在、森内、羽生はまだ襲位していない。規定通り引退後に永世名人を名乗ったのは木村のみである。

## 名人戦と段位
上述の通り、第10期以降は名人戦挑戦のために、順位戦A級在位という前提を要する関係上、名人戦挑戦者の段位は必然的に八段以上となる。
1984年4月1日から改定施行された昇段規定により、八段の挑戦者が名人位を獲得した場合、九段に昇段する。
当規定が施行されて以降、名人位獲得に伴い九段に昇段した棋士は、谷川浩司・佐藤康光・丸山忠久・森内俊之・佐藤天彦・豊島将之の6名である。尚、谷川と丸山は、五段から八段までの全ての段位を順位戦の昇級に伴い昇段したので、名人位獲得をA級から名人への昇級と考えると五段から九段まで全て順位戦の昇級で昇段したことになる。

## 歴代七番勝負・A級順位戦
| 番勝負勝敗（名人側から見た勝敗） ○：勝ち ●：負け 千：千日手 持：持将棋 名人戦七番勝負 \| 太字 \| ：名人獲得者（七番勝負勝者） \| 太字永 \| ：永世資格獲得者（七番勝負勝者） \| ▽：A級リーグ離脱者（引退） \| 順位戦A級リーグ ◎：挑戦者 ○：挑戦者以外のプレーオフ進出者 ▼：降級者 ▽：降級者以外のリーグ離脱者（引退・死去） 全：全勝者 ()：休場者 - 順位は前期の成績によって決定したリーグ順位。 - 着色は名人獲得経験者。 |                              |        |                                  |                            |
| 太字 | ：名人獲得者（七番勝負勝者） | 太字永 | ：永世資格獲得者（七番勝負勝者） | ▽：A級リーグ離脱者（引退） |

| ( | 六番勝負 実施されず | ) |

| ○ | ○ | 千 ● | ○ | ○ | － | － |

| ○○持●● | 千 ● | 千 ● | － |

| ● | ○ | ○ | ● | 千 ○ | ○ | － |

| 千 ○ | ○○●○－－ |

| 千 ○ | ●●●●－－ |

| ●○○○ | 千 ○ | －－ |

| ●○○ | 千 ● | ●○ | 持 | ○ |

| ● | ○ | ● | ○ | 千 ○ | ○ | － |

| 持 | ○●○● | 千 ● | ○ | 千 ● |

| ○● | 千 ● | ○●○○ |

| ●●● | 千 ● | －－－ |

| 千 ● | ●●●－－－ |

| ○○○ | 千 ● | 千 ○ | －－ |

## 記録
|                   | 獲得                      | 防衛                      | 000出場000                  | 挑戦                                        | A級在籍（名人在位含む）     | A級在籍（名人在位含む）     |
| 休場除く          | 獲得                      | 防衛                      | 000出場000                  | 挑戦                                        | 休場含む                    |                             |
| ----------------- | ------------------------- | ------------------------- | --------------------------- | ------------------------------------------- | --------------------------- | --------------------------- |
| 最多              | 大山康晴 通算18期         | 大山康晴 通算12期         | 大山康晴 通算25期           | \| 升田幸三 羽生善治 \| \| \| \| 通算8期 \| | 大山康晴 通算43期           | 大山康晴 通算44期           |
| 連続              | 大山康晴 13連覇           | 大山康晴 13連覇           | 大山康晴 連続21期           | 羽生善治 連続3期                            | 大山康晴 連続35期           | 大山康晴 連続44期           |
| 最速 (四段昇段後) | 第41期 谷川浩司 6年177日  | 第42期 谷川浩司 7年168日  | 第19期 加藤一二三 5年257日  | 第19期 加藤一二三 5年257日                  | 第18期 加藤一二三 3年323日  | 第18期 加藤一二三 3年323日  |
| 最年少            | 第81期 藤井聡太 20歳317日 | 第82期 藤井聡太 21歳313日 | 第19期 加藤一二三 20歳104日 | 第19期 加藤一二三 20歳104日                 | 第18期 加藤一二三 18歳170日 | 第18期 加藤一二三 18歳170日 |
| 最年長            | 第51期 米長邦雄 49歳345日 | 第30期 大山康晴 48歳94日  | 第44期 大山康晴 63歳28日    | 第44期 大山康晴 63歳28日                    | 第51期 大山康晴 69歳90日    | 第51期 大山康晴 69歳90日    |
| 升田幸三 羽生善治 |                           |                           |                             | 通算8期                                     |                             |                             |

A級順位戦の記録は、順位戦、および将棋棋士の在籍クラス を参照。

## 通算成績
| - 記載は名人獲得・挑戦者またはA級在籍10期以上に限る。 - 太字は永世位獲得者または最多記録。「*」は現在A級在籍、継続中の記録。 - A級在籍は名人在位も含む。()は休場・戦争中止を除いた年数。 |

| 棋士       | 名人在位 83期 | 名人在位 83期 | 七番勝負出場 83期 | 七番勝負出場 83期 | A級在籍 83期 | A級在籍 83期 |
| 棋士       | 通算          | 連続          | 通算              | 連続              | 通算         | 連続         |
| ---------- | ------------- | ------------- | ----------------- | ----------------- | ------------ | ------------ |
| 大山康晴   | 18            | 13            | 25                | 21                | 44(43)       | 44(35)       |
| 中原誠     | 15            | 9             | 18                | 10                | 29           | 29           |
| 羽生善治   | 9             | 3             | 17                | 9                 | 29           | 29           |
| 森内俊之   | 8             | 4             | 12                | 7                 | 22           | 22           |
| 木村義雄   | 8(7)          | 5(4)          | 10(9)             | 6(5)              | 6            | 6            |
| 谷川浩司   | 5             | 2             | 11                | 3                 | 32           | 32           |
| 渡辺明*    | 3             | 3             | 4                 | 4                 | 14*          | 8            |
| 佐藤天彦*  | 3             | 3             | 4                 | 4                 | 10*          | 10*          |
| 藤井聡太*  | 3*            | 3*            | 3*                | 3*                | 3*           | 3*           |
| 升田幸三   | 2             | 2             | 10                | 3                 | 31(23)       | 31(7)        |
| 塚田正夫   | 2             | 2             | 3                 | 3                 | 28(25)       | 26(15)       |
| 佐藤康光   | 2             | 2             | 3                 | 3                 | 26           | 14           |
| 丸山忠久   | 2             | 2             | 3                 | 3                 | 14           | 14           |
| 米長邦雄   | 1             | 1             | 8                 | 2                 | 26           | 26           |
| 加藤一二三 | 1             | 1             | 4                 | 2                 | 36           | 19           |
| 豊島将之*  | 1             | 1             | 3                 | 2                 | 8*           | 8*           |
| 二上達也   | 0             | 0             | 3                 | 1                 | 27           | 23           |
| 斎藤慎太郎 | 0             | 0             | 2                 | 2                 | 4            | 4            |
| 郷田真隆   | 0             | 0             | 2                 | 1                 | 13           | 10           |
| 丸田祐三   | 0             | 0             | 1                 | 1                 | 24           | 17           |
| 有吉道夫   | 0             | 0             | 1                 | 1                 | 21           | 12           |
| 三浦弘行   | 0             | 0             | 1                 | 1                 | 19(18)       | 14           |
| 灘蓮照     | 0             | 0             | 1                 | 1                 | 17           | 11           |
| 花村元司   | 0             | 0             | 1                 | 1                 | 16           | 7            |
| 桐山清澄   | 0             | 0             | 1                 | 1                 | 14           | 14           |
| 高橋道雄   | 0             | 0             | 1                 | 1                 | 13           | 7            |
| 森雞二     | 0             | 0             | 1                 | 1                 | 10           | 6            |
| 森下卓     | 0             | 0             | 1                 | 1                 | 9            | 9            |
| 高島一岐代 | 0             | 0             | 1                 | 1                 | 9            | 4            |
| 稲葉陽     | 0             | 0             | 1                 | 1                 | 8            | 5            |
| 森安秀光   | 0             | 0             | 1                 | 1                 | 6            | 6            |
| 山田道美   | 0             | 0             | 1                 | 1                 | 6            | 6            |
| 行方尚史   | 0             | 0             | 1                 | 1                 | 6            | 5            |
| 大内延介   | 0             | 0             | 1                 | 1                 | 6            | 2            |
| 永瀬拓矢*  | 0             | 0             | 1*                | 1*                | 4*           | 4*           |
| 土居市太郎 | 0             | 0             | 1                 | 1                 | 3            | 3            |
| 神田辰之助 | 0             | 0             | 1                 | 1                 | -            | -            |
| 内藤國雄   | 0             | 0             | 0                 | 0                 | 17           | 5            |
| 大野源一   | 0             | 0             | 0                 | 0                 | 16           | 8            |
| 久保利明   | 0             | 0             | 0                 | 0                 | 13           | 5            |
| 青野照市   | 0             | 0             | 0                 | 0                 | 11           | 4            |
| 藤井猛     | 0             | 0             | 0                 | 0                 | 10           | 10           |
| 広瀬章人   | 0             | 0             | 0                 | 0                 | 10           | 10           |
| 深浦康市   | 0             | 0             | 0                 | 0                 | 10           | 7            |

## テレビ放送
1978年のNHK特集で第36期名人戦を取材したドキュメンタリーがテレビ放送され、大きな反響を受けた。また、1984年に放送が開始されたNHKでのBS放送では、「将棋名人戦」として1988年の第46期名人戦の第1局の対局開始からテレビ中継が始まった。当時のBS放送では独自番組が少なく棋戦のテレビ中継は貴重なコンテンツとなった。名人戦七番勝負（竜王戦七番勝負も同様）の模様は、2015年までNHK BSプレミアム（2010年まではNHK BS2）で「将棋名人戦」という番組名で放送されていた。
各局の1日目は17:00-18:00に、2日目は16:00-18:00に生放送されることが多く、勝敗の結果はダイジェストとして2日目の夜遅く（翌日の0時台-1時台）に10分程度放送された。
司会をNHKの男性アナウンサーが、解説を棋士が、女流棋士が解説の聞き手を務めるという3人体制が長く続いたが、2011年は女流棋士が出演せず、第1局で磯辺真季（将棋普及指導員）が聞き手を務めた後、第2局からは男性アナウンサーが聞き手を兼ねる2人体制となった。
2010年度からは、番組の始めと終わりに初めてテーマ音楽が流されるようになった。ドラムセット付きのオーケストラに模したコンピュータミュージックであり、「将棋竜王戦」や囲碁のタイトル戦番組でも同じ曲が使用されていた。
また、この名人戦の挑戦権をかけた「A級順位戦」最終戦の実況中継も「将棋界の一番長い日」と題して、2012年までBSプレミアムで時間を区切っての長時間実況中継が行われていたが、2013年は放送チャンネルを囲碁・将棋チャンネルとBSスカパー!、スカチャンに移譲（囲碁・将棋チャンネル提供）して行われた。

## ネット配信
ABEMA（2017年 - ）による七番勝負の完全生中継が行われている。また朝日新聞囲碁将棋TVでは七番勝負の完全生中継が行われている。完全以前はニコニコ生放送（2012年 - 2019年）でも中継が行われていた。

## 名人戦の主催者
当初の主催は東京日日新聞および大阪毎日新聞で、のちにこの二社が合併して毎日新聞社主催となった。第9期（1950年）から第35期（1976年）は朝日新聞社の主催に変わった。第36期（1977年）から再び毎日新聞社の主催となり、第66期（2008年）より毎日新聞社・朝日新聞社の共催となる。
順位戦#順位戦の歴史も参照。

### 1950年
この年、名人戦の契約が毎日新聞社から朝日新聞社に移っている（正確には、1949年の順位戦の中断中に、毎日新聞社と日本将棋連盟との交渉が決裂し、これ以降の順位戦、および翌1950年に開催される名人戦の主催者が朝日新聞社になった）。
名人戦を失った毎日新聞社は1950年に王将戦を創設し（第1回は一般棋戦、翌年タイトルに昇格）、2024年まで主催した（第27期からはスポーツニッポン新聞社と共催）。
参考資料
升田幸三『名人に香車を引いた男』（中央公論社、2003年、ISBN 412204247X）

### 1976年
この年、日本将棋連盟が名人戦の契約金として、前年の1億1000万円から3億円（名人戦2億円、順位戦1億円）の大幅な増額を要求している。大幅な値上げの背景には、囲碁の序列1位の棋戦である棋聖戦の契約金が1億6000万円であったため、囲碁に対抗する意味でそれ以上の金額での契約を成立させたいという思惑があったといわれる。
朝日新聞社はこれを拒否し、前年と同じ1億1000万円と一時金1000万円の合計1億2000万円の案を提示した。連盟は要求額を1億6000万円に引き下げたものの、双方の溝は埋まらず、同年7月に契約は打ち切られた。
その後、連盟から8月14日に正式な申し入れがされたことで毎日新聞社が交渉に参加、9月には契約金2億円で翌1977年度からの名人戦の主催を行うことが決定、連盟と毎日新聞との間で仮契約が行なわれた。
1976年9月13日 日本将棋連盟（塚田正夫会長、二上達也専務渉外）の発表内容

「第三十六期名人戦を本日、毎日新聞社と仮契約した。契約金は二億円。開始までに休場、引退者を除いた名人および挑戦者による特別棋戦を用意した。三十六期名人戦の期間は（編注：昭和）五十二年1月から五十三年二月末日までであり、七番勝負は同年三月から行われる」
「近代将棋」1976年11月号（「棋談あれこれ」、八段 原田泰夫）

仮契約直後に行われた臨時の棋士総会で、毎日への移籍の賛否を問う投票が行われ、56票対54票の2票差という僅差でありながらも移籍が認められることとなった。反対票が当初の予想を大きく上回ったが、これは、この投票の前に順位戦（この年は中止されている）に代わる臨時の昇級棋戦を要求した若手陣が、臨時棋戦の実施を否決されてしまったために反発したためとされている。
この一連の契約問題解決に日数を要したこともあり、上記発表にあるように、次期名人戦の第36期七番勝負は本来の日程（1977年4月開始）から1年弱遅れの1978年3月開始となった。また、順位戦は「第30期」の終了（1976年3月）から9か月間の余白期間を経て、「第36期」が1年余りの日程（1977年1月から1978年2月まで）での実施となり、あわせて順位戦の回次が名人戦と揃えられた。結果として、名人戦は1977年中に実施されないことになった。
第36期名人戦の実施まで日数が空くことから、毎日新聞社は「名人戦復帰記念特別棋戦」の実施を決定し、同年10月5日から引退・休場者を除いた歴代名人と挑戦者の11人によるトーナメント戦により争われることになった。
一方、名人戦を失った朝日新聞社（学芸部）は「近代将棋 1976年12月号」誌上において「今後はアマチュア症の発展と進行に力を注ぐ」「いずれアマ将棋の全国大会を行う計画」とし、同社はその後、1977年から「朝日アマ名人戦」を、1982年から「全日本プロトーナメント」（2000年以降は朝日オープン将棋選手権、2006年で終了）を主催している。
なお1991年11月ごろ、日本将棋連盟の理事会で、名人戦を朝日新聞社に移そうという動きが表面化していたという記録があるが、この時点では実現しなかった。1991年8月、日本将棋連盟渉外担当理事の大内延介が、朝日新聞社に名人戦主催に復帰する考えがあるか打診した。日本将棋連盟の8人の理事のうちでも、朝日へ移す案に賛成派は大内、二上達也、田丸昇の3名のみで、のこり5名は反対だった。その後、91年9月、92年3月、92年5月の棋士会でも、反対意見が多く、廃案となった。
参考資料
名人戦@将棋パイナップル
「近代将棋」1976年12月号

### 2006年
2006年3月、日本将棋連盟理事会は第66期（2008年）以降の主催を朝日新聞社に移管するとの方針を示し、この時点での主催社である毎日新聞社に対し、契約を更新しない旨の通知書を送付した。事前に何の相談もなく下された理事会の決定に、長年名人戦を通じ棋界を盛り立ててきた毎日新聞社は激怒し、大きな問題となった。
問題が大きくなった要因のひとつとして、毎日新聞社との直接交渉を担当した中原誠専務理事（副会長）が「名人戦は朝日に移るが、王将戦を盛り上げて欲しい」との不手際な発言があった。その後、米長邦雄会長が中原交渉担当の失言の可能性を認めつつも、双方誤解があったという苦しい釈明をしている。また米長会長は、東京中日スポーツ紙上の連載コラムにおいて「毎日新聞社に通知書を送ったのは、現状の契約条件を変更したい場合にも通知書を送る必要があったためであり、朝日新聞社への移管ありきの話というわけではない」と説明した。また米長は同コラムで「日本将棋連盟の予算は現在毎年約1億円ほどの赤字が出ており、財務体質の改善のためにも契約の見直しが必要だった」とも述べているが、毎日新聞社側はこの主張に対し「将棋連盟は長年、十分な契約料を貰いながら財務改善の努力を一切しておらず、金に困ったから信義を捨て、伝統を売るのか」と社説で批判した。
2006年度の名人戦の契約額は3億3400万円であったのに対し、朝日は3億5100万円、ほかに臨時棋戦4000万円、普及協力金1億5000万円での5年契約を提示していたという。
通知の撤回を求める毎日に対し、連盟は一時、毎日・朝日の共催を提案するなどの妥協案を提示したが、5月になって補充説明書を毎日に送り、毎日はこれを通知の撤回と見なして契約見直しの協議に応じると発表。その後に行われた棋士総会において (1)毎日が単独での契約を望む場合、毎日の提示した契約条件を受諾するかどうかを棋士の表決で決定 (2)毎日が朝日との共催を望む場合、交渉は理事会に一任する――との案が採決された。
7月10日、毎日が単独での主催による7年契約（1年目は3億3500万円、2年目以降は毎年協議、その他将棋振興金として年3000万円）を提示。棋戦の契約は通常3年契約で行われており、異例の長期の提案となった。羽生善治（当時王位・王座・王将）が対局終了後のインタビューで、森内俊之（当時名人・棋王）が名人就位式の席上で、渡辺明（当時竜王）が自身のブログで、それぞれ毎日案を支持することを表明した。
8月1日に臨時の棋士総会が開催され、毎日案の採決が行われた。結果は賛成90票、反対101票となり、毎日案を受諾しないことが決定したが、賛否の差が少数であったため、朝日は毎日との共催を提案した。9月19日、毎日は共催についての協議を開始することを受け入れ、11月1日に共催に関して基本事項で合意したと発表した。
12月27日、毎日・朝日両新聞社と日本将棋連盟の間で、契約金などについて合意された。名人戦・順位戦は5年契約となり、契約金は両社合わせて年額3億6000万円、別枠の将棋普及協力金が年額1億1200万円となる。観戦記については双方それぞれの独自の取材を行い、名人戦については双方から1名副立会人を出すこととなった。
名人戦・順位戦を共催する2社の表記順は、偶数の期が「朝日新聞社、毎日新聞社」の順、奇数の期が「毎日新聞社、朝日新聞社」の順となる。
また、朝日新聞社が主催している朝日オープン選手権は朝日新聞社の新棋戦扱いとなり（契約金は年8000万円）、「朝日杯将棋オープン戦」に改められた。毎日新聞社などが主催する王将戦（契約金は年7800万円）は継続して開催されたが、第75期以降は日本将棋連盟の単独主催となった。
参考資料
“名人戦問題：MSN毎日インタラクティブ” (2006年12月28日). 2007年6月3日時点のオリジナルよりアーカイブ。2007年6月3日閲覧。
“日本の論点PLUS - 将棋名人戦の移籍問題” (2006年5月25日). 2007年3月6日時点のオリジナルよりアーカイブ。2007年3月6日閲覧。
参考文献
『新潮45』2006年7月号（通巻291号）、「棋界激震! 名人戦争奪バトルの禁じ手」（田丸昇）
『将棋世界』2007年1月号、「名人戦の真実」
“asahi.com ：挑戦権争うＡ級棋士に聞く「名人とは」 - 将棋”. 2007年7月13日時点のオリジナルよりアーカイブ。2007年7月13日閲覧。
『名人を獲る：評伝 米長邦雄』（著者: 田丸昇、国書刊行会）

## 書籍
- 名人戦記 : 第10期 木村・升田激闘の全棋譜 加藤治郎 解説,三象子観戦記 朝日新聞社  1951
- 将棋名人戦観戦記 倉島竹二郎 編 中央公論社  1957
- 勝負に生きる : 名人戦私記 金子金五郎 著 東都書房  1959
- 第三十一期将棋名人戦全記録 : 中原新名人生れる 朝日新聞学芸部 編 朝日ソノラマ  1972
- 第三十二期将棋名人戦全記録 : 中原名人初防衛成る 朝日新聞学芸部 編 朝日ソノラマ  1973
- 名人戦名局集 : 思い出の観戦記 1 吉井栄治 著 弘文社  1973
- 名人戦名局集 : 思い出の観戦記 2 田村孝雄 著 弘文社  1973
- 第三十三期将棋名人戦全記録 : 中原名人苦闘の防衛 朝日新聞学芸部 編 朝日ソノラマ  1974
- 名人戦名局集 : 思い出の観戦記 3 東公平 著 弘文社  1974
- 名人戦名局集 : 思い出の観戦記 4 金子金五郎 著 弘文社  1974
- 第三十四期将棋名人戦全記録 : 激闘九番,中原名人四連覇 朝日新聞学芸部 編 朝日ソノラマ  1975
- 第三十五期将棋名人戦全記録 : 中原名人,五連覇で永世名人に 朝日新聞学芸部 編 朝日ソノラマ  1976
- 将棋名人戦全集 全12巻 第1期から第35着まで　編者: 大山康晴 (将棋名人戦全集) 大修館書店 1977/1/1
- 第三十六期将棋名人戦全記録 毎日新聞社 編 毎日新聞社  1978
- 中原・森の第36期名人戦 中野英伴 撮影 日本将棋連盟  1978
- 第三十七期将棋名人戦全記録 毎日新聞社 編 毎日新聞社  1979
- 第三十八期将棋名人戦全記録 毎日新聞社 編 毎日新聞社  1980
- 第三十九期将棋名人戦全記録 毎日新聞社 編 毎日新聞社  1981
- 第四十期将棋名人戦全記録 毎日新聞社 編 毎日新聞社  1982
- 第四十一期将棋名人戦全記録 毎日新聞社 編 毎日新聞社  1983
- 第四十二期将棋名人戦全記録 毎日新聞社 編 毎日新聞社  1984
- 第四十三期将棋名人戦全記録 毎日新聞社 編 毎日新聞社  1985
- 決断の一手―第42期将棋名人戦各級順位戦 (リキトミブックス (15)) 河口俊彦   1985/10/1
- 勝機を待つ―第43期将棋名人戦各級順位戦 (リキトミブックス (17))  河口 俊彦  1985/11/1
- 第44期 将棋名人戦全記録  毎日新聞社  1986/9/1
- 中原誠自然流名人戦激闘譜 中原誠 著 池田書店  1987
- 勝因と敗因―第44期将棋名人戦各級順位戦 (リキトミブックス)  河口 俊彦    1987/7/1
- 第四十五期将棋名人戦全記録 毎日新聞社  1987/9/1
- 第46期将棋名人戦全記録 毎日新聞社  1988/10/1
- 将棋名人戦全記録〈第47期〉 毎日新聞社  1989/10/1
- 将棋名人戦全記録〈第48期〉 毎日新聞社  1990/10/1
- 将棋名人戦全記録〈第49期〉 毎日新聞社  1991/8/1
- 将棋名人戦全記録〈第50期〉 毎日新聞社  1992/10/1
- 将棋名人戦全記録 第51期 毎日新聞社 編 毎日新聞社  1993
- 将棋名人戦全記録 第52期 毎日新聞社 編 毎日新聞社  1994
- 将棋名人戦 第53期 (名人・羽生善治/挑戦者・森下卓八段) 毎日新聞社 編 毎日新聞社  1995
- 名人戦・自戦記 第1期 土居市太郎 著 恒文社  1995
- 将棋名人戦 第54期 (名人・羽生善治/挑戦者・森内俊之八段) 毎日新聞社 編 毎日新聞社  1996
- 将棋名人戦 第55期 (名人・羽生善治/挑戦者・谷川浩司竜王) 毎日新聞社 編 毎日新聞社  1997
- 将棋名人戦 第56期 (名人・谷川浩司/挑戦者・佐藤康光八段) 毎日新聞社 編 毎日新聞社  1998
- 将棋名人戦 第57期 (名人・佐藤康光/挑戦者・谷川浩司九段) 毎日新聞社 編 毎日新聞社  1999
- 将棋名人戦 第58期 (名人・佐藤康光/挑戦者・丸山忠久八段) 毎日新聞社 編 毎日新聞社  2000
- 将棋名人戦 第59期 (名人・丸山忠久/挑戦者・谷川浩司) 毎日新聞社 編 毎日新聞社  2001
- 将棋名人戦 第60期 (名人・丸山忠久/挑戦者・森内俊之) 毎日新聞社 編 毎日新聞社  2002
- 将棋名人戦 第61期 (名人・森内俊之/挑戦者・羽生善治) 毎日新聞社 編 毎日新聞社  2003
- 将棋名人戦 第62期 (名人・羽生善治/挑戦者・森内俊之) 毎日新聞社 編 毎日新聞社  2004
- 将棋名人戦 第63期 (名人・森内俊之/挑戦者・羽生義治) 毎日新聞社 編 毎日新聞社  2005
- 将棋名人戦七番勝負 第64期(名人森内俊之・挑戦者谷川浩司) 毎日新聞社 編 毎日新聞社  2006
- 将棋名人戦七番勝負 第65期(名人森内俊之・挑戦者郷田真隆) 毎日新聞社 編 毎日新聞社  2007
- 将棋名人戦七番勝負全記録 第66期 (羽生十九世名人誕生) 朝日新聞文化グループ 編 朝日新聞社  2008
- 将棋名人戦七番勝負 : 愛蔵版 第66期(名人森内俊之・挑戦者羽生義治) 毎日新聞社 編 毎日新聞社  2008
- 将棋名人戦七(なな)番勝負全記録 第67期 (羽生、名人位死守) 朝日新聞文化グループ 編 朝日新聞社  2009
- 第67期将棋名人戦七番勝負 : 名人羽生善治挑戦者郷田真隆 : 愛蔵版 毎日新聞社 編 毎日新聞社  2009
- 将棋名人戦七番勝負 : 愛蔵版 第68期 (名人羽生善治挑戦者三浦弘行) 毎日新聞社 編 毎日新聞社  2010
- 将棋名人戦七(なな)番勝負全記録 第68期 (羽生、2度目の3連覇) 朝日新聞文化グループ 編 朝日新聞社  2010
- 将棋名人戦七(なな)番勝負全記録 第69期 (森内、名人位奪還) 朝日新聞文化グループ 編 朝日新聞社  2011
- 将棋名人戦七番勝負 : 愛蔵版 第69期 (名人羽生善治挑戦者森内俊之) 毎日新聞社 編 毎日新聞社  2011
- 将棋名人戦七番勝負全記録 第70期 (名人400年目の防衛) 朝日新聞文化くらし報道部 編 朝日新聞社  2012
- 将棋名人戦七番勝負 第70期 (名人森内俊之 挑戦者羽生善治) 毎日新聞社 編 毎日新聞社  2012
- 将棋名人戦七番勝負 第71期 (名人森内俊之 挑戦者羽生善治) 毎日新聞社 編 毎日新聞社  2013
- 将棋名人戦七番勝負全記録 第71期 (森内、歴代3位の8期目) 朝日新聞文化くらし報道部 編 朝日新聞社  2013
- 将棋名人戦七番勝負 : 愛蔵版 第72期 (挑戦者羽生善治 名人森内俊之) 毎日新聞社 編 毎日新聞社  2014
- 将棋名人戦七番勝負全記録 第72期 (羽生、3度目の返り咲き) 朝日新聞文化くらし報道部 編 朝日新聞社  2014
- 将棋名人戦七番勝負 : 愛蔵版 第73期 (名人羽生善治 挑戦者行方尚史) 毎日新聞社 編 毎日新聞出版  2015
- 将棋名人戦七番勝負全記録 第73期 (羽生、通算9期目の名人位) 朝日新聞文化くらし報道部 編 朝日新聞社  2015
- 将棋名人戦七番勝負 : 愛蔵版 第74期 毎日新聞社 編 毎日新聞出版  2016
- 将棋名人戦七番勝負全記録 第74期 朝日新聞文化くらし報道部 編 朝日新聞社  2016
- 将棋名人戦七番勝負 : 愛蔵版 第75期 毎日新聞社 編 毎日新聞出版  2017
- 将棋名人戦七番勝負全記録 第75期 朝日新聞文化くらし報道部 編 朝日新聞社  2017
- 将棋名人戦七番勝負全記録 第76期 朝日新聞文化くらし報道部 編 朝日新聞社  2018
- 将棋名人戦七番勝負 : 愛蔵版 第76期 毎日新聞社 編 毎日新聞出版  2018
- 将棋名人戦七番勝負全記録 第77期 朝日新聞文化くらし報道部 編 朝日新聞社  2019
- 将棋名人戦七番勝負 : 愛蔵版 第77期 毎日新聞社 編 毎日新聞出版  2019

## 映像作品
- 最強の二人、宿命の対決-名人戦森内俊之vs羽生善治 森内俊之, 羽生善治 出演 NHKエンタープライズ  2009(プロフェッショナル仕事の流儀 ; DVD-box 5)
- 勝負～将棋名人戦より～ NHKエンタープライズ  2011(NHK DVD. NHK特集)